# Dubawik
Dubawik (biał. Дубавік; ros. Дубовик, Dubowik) – wieś na Białorusi, w obwodzie witebskim, w rejonie dokszyckim, w sielsowiecie Biehomla. W 2019 roku była niezamieszkana.